# Cha Jae-kyung
Cha Jae-Kyung (1 de novembro de 1971) é uma ex-handebolista sul-coreana. campeã olímpica.
Fez parte da geração de ouro sul-coreana, medalha de ouro, em Barcelona 1992.